# Tenisz a 2013. évi nyári európai ifjúsági olimpiai fesztiválon
A 2013. évi nyári európai ifjúsági olimpiai fesztiválon a tenisz mérkőzéseket Utrechtben rendezték.

## Összesített éremtáblázat
| A 2013. évi nyári európai ifjúsági olimpiai fesztivál összesített éremtáblázata teniszben | A 2013. évi nyári európai ifjúsági olimpiai fesztivál összesített éremtáblázata teniszben | A 2013. évi nyári európai ifjúsági olimpiai fesztivál összesített éremtáblázata teniszben | A 2013. évi nyári európai ifjúsági olimpiai fesztivál összesített éremtáblázata teniszben | A 2013. évi nyári európai ifjúsági olimpiai fesztivál összesített éremtáblázata teniszben | Olimpia  |
| ----------------------------------------------------------------------------------------- | ----------------------------------------------------------------------------------------- | ----------------------------------------------------------------------------------------- | ----------------------------------------------------------------------------------------- | ----------------------------------------------------------------------------------------- | -------- |
|                                                                                           | Ország                                                                                    | Arany                                                                                     | Ezüst                                                                                     | Bronz                                                                                     | Összesen |
| 1.                                                                                        | Szlovákia                                                                                 | 2                                                                                         | 0                                                                                         | 0                                                                                         | 2        |
| 2.                                                                                        | Németország                                                                               | 1                                                                                         | 1                                                                                         | 0                                                                                         | 2        |
| 3.                                                                                        | Svájc                                                                                     | 1                                                                                         | 0                                                                                         | 0                                                                                         | 1        |
| 4.                                                                                        | Ausztria                                                                                  | 0                                                                                         | 1                                                                                         | 0                                                                                         | 1        |
|                                                                                           | Észtország                                                                                | 0                                                                                         | 1                                                                                         | 0                                                                                         | 1        |
|                                                                                           | Oroszország                                                                               | 0                                                                                         | 1                                                                                         | 0                                                                                         | 1        |
| 7.                                                                                        | Görögország                                                                               | 0                                                                                         | 0                                                                                         | 1                                                                                         | 1        |
|                                                                                           | Grúzia                                                                                    | 0                                                                                         | 0                                                                                         | 1                                                                                         | 1        |
|                                                                                           | Lengyelország                                                                             | 0                                                                                         | 0                                                                                         | 1                                                                                         | 1        |
|                                                                                           | Moldova                                                                                   | 0                                                                                         | 0                                                                                         | 1                                                                                         | 1        |
|                                                                                           |                                                                                           |                                                                                           |                                                                                           |                                                                                           |          |
| Összesen                                                                                  | Összesen                                                                                  | 4                                                                                         | 4                                                                                         | 4                                                                                         | 12       |

## Érmesek

### Férfi
| A 2013. évi nyári európai ifjúsági olimpiai fesztivál érmesei férfi teniszben |                                                 |                                                |                                             |
| Versenyszám                                                                   | Arany                                           | Ezüst                                          | Bronz                                       |
| Egyes                                                                         | Svájc Marko Osmakcic                            | Ausztria Matthias Haim                         | Görögország Stefanos Tsitsipas              |
| Páros                                                                         | Németország · Jannik Paul Gieße · Louis Wessels | Észtország · Kristofer Siimar · Mattias Siimar | Lengyelország · Filip Malbasić · Kacper Żuk |

### Női
| A 2013. évi nyári európai ifjúsági olimpiai fesztivál érmesei férfi teniszben |                                                  |                                          |                                            |
| Versenyszám                                                                   | Arany                                            | Ezüst                                    | Bronz                                      |
| Egyes                                                                         | Szlovákia Viktória Kužmová                       | Oroszország Dar'ja Kružkova              | Moldova Anastasia Detiuc                   |
| Páros                                                                         | Szlovákia · Viktória Kužmová · Tereza Mihalíková | Németország · Anna Gabric · Vivian Wolff | Grúzia · Ana Akhalkatsi · Mariam Bolkvadze |